# Gracil fransormstjärna
Gracil fransormstjärna (Ophiocten gracilis) är en ormstjärneart som först beskrevs av Georg Ossian Sars 1871.  Gracil fransormstjärna ingår i släktet Ophiocten och familjen fransormstjärnor. Det är osäkert om arten förekommer i Sverige. Inga underarter finns listade i Catalogue of Life.